# Брянский, Константин Гаврилович
Константин Гаврилович Брянский (род. 10 мая [23 мая] 1910 года, в селе Ключи Верхнеудинского уезда Забайкальской области — сконч. 20 февраля 1943 года в Рязани в эвакогоспитале № 395) — советский поэт, журналист, корреспондент ТАСС. Член Союза писателей СССР. Участник Великой Отечественной войны.

## Биография
Родился в крестьянской семье, рано осиротел, в детстве пришлось много и тяжело трудиться. С приходом Советской власти появилась возможность учиться и заниматься творчеством. В 1925 году вступает в комсомол. В 1926 году комсомольская ячейка выдвинула Брянского секретарем сельсовета, работал счетоводом, бухгалтером, отправляя свои первые заметки в газету «Бурят-Монгольский комсомолец». После окончания шестимесячных курсов редакторов районных газет, был назначен редактором газет «Красный Баунт», «Бурят-Монгольский комсомолец». Незадолго до войны был назначен корреспондентом ТАСС и принят в Союз писателей СССР. До войны становится постоянным автором и публикует заметки, очерки и стихи в периодических изданиях Бурятии и Забайкалья. До войны жил в Улан-Удэ на улице Куйбышева, дом 28.
В июле 1941 года ушёл добровольцем на фронт, несмотря на имеющуюся «бронь», позволявшую работать в тылу. Попадает в армейскую газету «На боевом посту». Пройдя ускоренные офицерские курсы, был переброшен с воинской частью сформированной в Забайкалье на Центральный фронт. В звании старшего лейтенанта служил политруком роты в 137-й стрелковой дивизии.
В 1942 году в Улан-Удэ выходит первый прижизненный авторский сборник стихов «Во славу родины».
19 февраля 1943 года получил тяжелое осколочное ранение. 21 февраля 1943 года умер от ран в рязанском эвакуационном госпитале № 395. Похоронен в Рязани на Скорбященском кладбище, могила № 112.

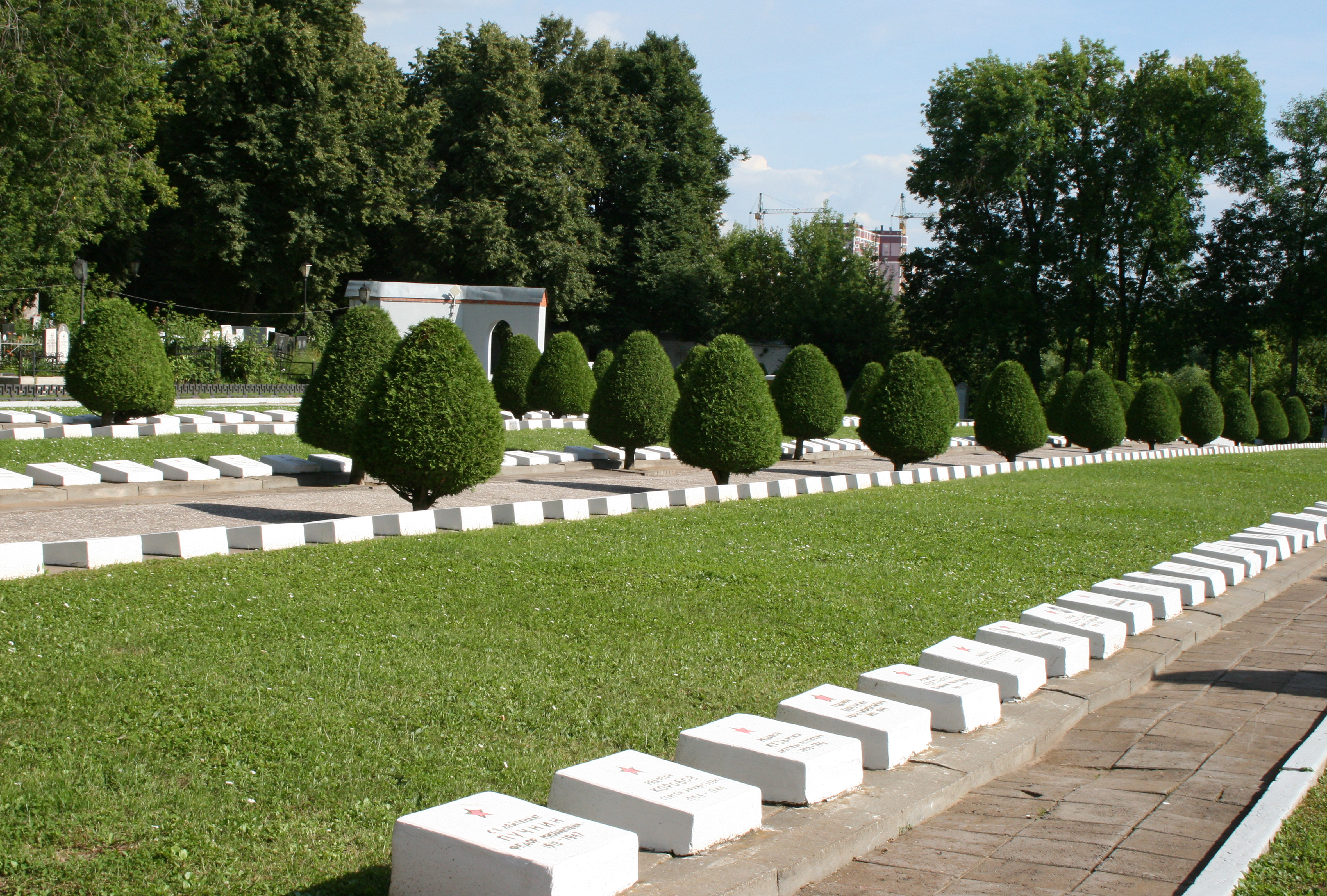
Воинские захоронения на Скорбященском кладбище Рязани

## Семья
Жена — Клавдия Ивановна Брянская

### Коллективные сборники и антологии
- Уходил на войну сибиряк : стихи поэтов-сибиряков о Великой Отечеств. войне. Сос. Вас. Козлов — Иркутск : Восточно-Сибирское кн. изд-во, 1985.
- Письма. На привале. Я иду на врага : стихи / К. Брянский // Антология литературы Бурятии XX -начала XXI века : в 3 т. — Улан-Удэ : Изд-во БНЦ СО РАН, 2010. — Т. 1: Поэзия. — С. 109—112.
- Письма. На привале. Я иду на врага : стихи / К. Брянский // Таёжная, озёрная, степная… : произведения бурятских учёных и писателей : в 15 т. — Улан-Удэ : Респ. тип., 2012. — Т. 13. — С. 67-71.
- Стихотворения / К. Брянский // Антология произведений писателей Бурятии о Великой Отечественной войне 1941—1945 гг. — Улан-Удэ : НоваПринт, 2014. — С. 109—138.
- Бессмертие. Письма : стихи / К. Брянский // Поэты Бурятии о войне. — Улан-Удэ : Респ. тип., 2016. — С. 16-28.

### Библиографические указатели
- Писатели Восточной Сибири : биобиблиографический указатель; сост.: Б. М. Школьник, Л. А. Казанцева, З. С. Рудых, П. П. Боровский [и др.]; вступ. ст. В. П. Трушкина; ред. Н. Ю. Кряжинская. Статья: «Брянский Константин Гаврилович» — 72 с. — Иркутск : Восточно-Сибирское книжное издательство, 1973. — 332 с. ;
- Писатели Восточной Сибири : биобиблиографический указатель. — Иркутск : Вост.-Сиб. кн. изд-во, 1983. Вып. 2, ч. 1 : Русские писатели и писатели, пишущие на русском языке / сост.: Р. Ц. Бадмадоржиева [и др.]; науч. ред. В. П. Трушкин; библиогр. ред. Л. А. Казанцева. Статья: «Брянский Константин Гаврилович» — 46-47 с. — 1983. — 256 с. — 5000 экз.. — ISBN 4-503-01010-0

## Память
- На доме по адресу: Улан-Удэ, ул. Куйбышева, дом 28, где жил К. Г. Брянский, установлена мемориальная доска[5].
- 8 мая 2014 года в Улан-Удэ в Доме печати состоялось открытие памятной доски, на которой увековечены имена одиннадцати журналистов, приближавших победу в годы Великой Отечественной войны. Среди них — имя Константина Гавриловича Брянского.
- 25 февраля 2025 года состоялась презентация передвижной планшетной выставки «Живые письма» — патриотического проекта «На всю оставшуюся жизнь» Иркутского областного краеведческого музея им. Н. Н. Муравьева-Амурского. Биография и творчество Константина Брянского отображено на этой выставке, а стихи о войне К. Г. Брянского прочитали ученики 5-го класса иркутской средней школы № 23, во время литературно-исторической части презентации данного проекта[6].